# Schiedetunnel
Durch den Schiedetunnel in Limburg an der Lahn verlaufen die Bundesstraßen 8 (Köln-Frankfurt) und 417 (Nassau-Wiesbaden). Er unterquert den Bahnhofsvorplatz und die Eisenbahntrasse. Täglich durchqueren etwa 30.000 Fahrzeuge den Tunnel. Der Schiedetunnel verfügt über vier Fahrstreifen und baulich getrennte Richtungsfahrbahnen.
Der Tunnel hat eine Länge von 245 Meter und eine Höhe von 4,50 Meter. Die Trogstrecken vor dem Tunnel haben eine Länge von 54 Meter und 160 Meter. Die Baukosten betrugen etwa 47 Millionen DM (rund 24 Millionen Euro) und wurden überwiegend von der Bundesrepublik Deutschland und der Bundesbahn getragen.

## Geschichte
Erste Planungen für eine neue Ortsdurchfahrt in der Stadt wurden bereits in den 1920er Jahren erstellt, als zu erkennen war, dass die Alte Lahnbrücke dem Verkehr nicht mehr gewachsen war. Zu diesem Zeitpunkt verliefen die Fernstraßen noch durch die historische Altstadt.
Diese Planungen wurden in den 1950er Jahren wieder aufgenommen. Mit einem neuen Verkehrskonzept sollten außerdem die zwei Bahnübergänge beseitigt werden. Anfangs war beabsichtigt, den Verkehr mit einer Hochstraße durch die Stadt zu führen. Diese Variante stieß jedoch auf breite Ablehnung. Aus städtebaulichen Gründen wurde der teurere Tunnel erbaut. Zu den Förderern des Tunnels gehörte der damalige Bundesverkehrsminister Georg Leber (SPD).
Mit dem Bau der Neuen Lahnbrücke (Lichfieldbrücke) begannen ab dem Jahr 1968 die Arbeiten an der neuen Ortsdurchfahrt. Die Bauarbeiten am Tunnel begannen mit dem ersten Spatenstich am 27. Mai 1975. Der Tunnel wurde in offener Bauweise erbaut. Für den Tunnel wurden etwa 40 Gebäude abgerissen. Nach etwa sieben Jahren Bauzeit wurde der Tunnel am 18. November 1982 vom Bundesverkehrsminister Werner Dollinger (CSU) feierlich dem Verkehr übergeben.
In den Jahren 2008 und 2009 wurde der Tunnel umfassend saniert. Gleichzeitig erfolgte die Umgestaltung des darüber liegenden Bahnhofsvorplatzes.